# Пролећна изложба УЛУС-а (1984)
Пролећна изложба УЛУС-а (1984) је одржана у периоду од 2. до 15. априла 1984. године у Галерији савремене ликовне уметности "Ниш", а од 17. априла до 3. маја у Београду, у Уметничком павиљону "Цвијета Зузорић".

## О изложби
Насловну страну каталога је израдила Драгана Атанасовић Стојановић.
Радове за 71. изложбу је одабрао Уметнички савет УЛУС-а, кога су чинили:
1. Венија Вучинић Турински
2. Раша Тодосијевић
3. Јаков Ђуричић
4. Шемса Гавранкапетановић
5. Грујица Лазаревић
6. Душан Марковић
7. Томислав Петровић
8. Милан Сташевић

На овој изложби су додељене следеће награде:
- Златна палета - Даница Баста
- Златна игла - Зорица Тасић
- Златно длето -  Никола Антов

## Излагачи

### Сликарство
1. Мирослав Анђелковић
2. Мирјана Анђелковић
3. Мирољуб Алексић
4. Чедомир Бајић
5. Селимир Бурбуловић
6. Љиљана Блажеска
7. Анђелка Бојовић
8. Војтех Братуша
9. Бранко Вељовић
10. Јармила Вешовић
11. Бошко Вукашиновић
12. Зоран Вуковић
13. Јоана Вулановић
14. Славица Вучковић
15. Шемса Гавранкапетановић
16. Боривој Грујић
17. Вјера Дамјановић
18. Драган Добрић
19. Сретен Докић
20. Перица Донков
21. Милутин Драгојловић
22. Сретко Дивљан
23. Живојин Ђокић
24. Марио Ђиковић
25. Петар Ђорђевић
26. Стојанка Ђорђић
27. Слободан Ђуричковић
28. Радивоје Ђуровић
29. Славица Ердељановић
30. Дејан Илић
31. Дивна Јеленковић
32. Душан Јовановић
33. Славољуб Јовановић
34. Драгана Јовчић
35. Душан Јуначков
36. Драгослав Кнежевић
37. Светлана Кнежевић
38. Милица Којчић
39. Иван Колев
40. Милутин Копања
41. Велизар Крстић
42. Зорица Костић
43. Грујица Лазаревић
44. Драгомир Лазаревић
45. Јања Марић
46. Мосијенко Марклен
47. Војислав Марковић
48. Надежда Марковић
49. Томислав Марковић
50. Снежана Маринковић
51. Гриша Масникоса
52. Зоран Миленковић
53. Радослав Миленковић
54. Весна Миливојевић
55. Милан Миљковић
56. Момчило Митић
57. Младен Мирић
58. Славољуб Мирковић
59. Боривоје Митић
60. Златомир Михајловић
61. Савета Михић
62. Миша Младеновић
63. Ева Мрђеновић
64. Зоран Настић
65. Миливоје Новковић
66. Милан Обретковић
67. Ружица Павловић
68. Славиша Панић
69. Бранимир Пауновић
70. Пепа Пашћан
71. Михаило Петров
72. Миодраг Петровић
73. Томислав Петровић
74. Зоран Петрушијевић
75. Дејан Попов
76. Тамара Поповић Новаковић
77. Божидар Продановић
78. Светлана Раденовић
79. Југослав Радојчић
80. Ђуро Радоњић
81. Драган Ракић
82. Слободанка Ракић
83. Даница Ракиџић Баста
84. Слободан Роксандић
85. Видоје Романдић
86. Раде Станојевић
87. Стојко Стојковић
88. Љубица Станимировић
89. Милан Сташевић
90. Вера Стевановић
91. Жарко Стефанчић
92. Весна Стојиљковић Пантелић
93. Мирко Тримчевић
94. Јелица Ћулафић
95. Драгомир Угрен
96. Радован Хиршл
97. Божидар Чогурић
98. Босиљка Шипка
99. Марина Шрајбер

### Графика - цртеж
1. Оливер Алексић
2. Миодраг Анђелковић
3. Срђан Алексић
4. Бошко Атанацковић
5. Мирослав Благојевић
6. Миливоје Богатиновић
7. Ђорђе Бошковић
8. Душан Бујишић
9. Борут Вилд
10. Биљана Вуковић
11. Милица Вучковић
12. Мирослав Гајић
13. Михаило Глигорић
14. Игор Драгићевић
15. Ђорђе Ђорђевић
16. Љубиша Ђурић
17. Слободан Јовић
18. Бранимир Карановић
19. Божидар Кићевић
20. Емило Костић
21. Радмила Лазаревић
22. Мирјана Маодуш
23. Зоран Марјановић
24. Даница Масниковић
25. Велимир Матејић
26. Вукица Мијатовић Теофановић
27. Предраг Микалачки
28. Бранислав Милашиновић
29. Славко Миленковић
30. Драгослав Милић
31. Љубиша Милојковић
32. Владан Мицић
33. Миодраг Нагорни
34. Мирко Најдановић
35. Мирко Огњановић
36. Зоран Пурић
37. Југослав Расулић
38. Дарко Ристић
39. Раде Станковић
40. Радош Стевановић
41. Радмила Степановић
42. Љиљана Стојановић
43. Невенка Стојсављевић
44. Слободанка Ступар
45. Зорица Тасић
46. Лепосава Туфегџић
47. Златана Чок

### Скулптура - објекти
1. Славе Ајтоски

1. Никола Антов
2. Миливоје Богосављевић
3. Јасминка Бркановић
4. Љиљана Бурсаћ
5. Дарослава Вијоровић
6. Срђан Вукајловић
7. Венија Вучинић Турински
8. Стеван Дукић
9. Светислав Здравковић
10. Момчило Јанковић
11. Зоран Јездимировић
12. Гордана Каљаловић
13. Владимир Комад
14. Антон Краљић
15. Драгослав Крњајски
16. Драгослав Марковић
17. Милан Марковић
18. Драган Милошевић
19. Олга Милић
20. Лепосава Милошевић Сибиновић
21. Зора Михаиловска Видрић
22. Борислава Недељковић Продановић
23. Мирослав Николић
24. Владимир Оташевић
25. Мице Попчев
26. Ставрос Попчев
27. Марица Прешић
28. Балша Рајчевић
29. Мирољуб Стаменковић
30. Глигор Стефанов
31. Томислав Тодоровић
32. Иван Фелкер
33. Невена Хаџи Јованчић